# انداپا
انداپا (به لاتین: Andapa) یک سکونتگاه مسکونی در ماداگاسکار است که در ساوا (ماداگاسکار) واقع شده‌است.

## خصوصیات
انداپا ۲۷٬۶۱۸ نفر جمعیت دارد و ۵۳۰ متر بالاتر از سطح دریا واقع شده‌است.